# Кастелмеран
Кастелмеран (фр. Castelmayran) насеље је и општина у јужној Француској у региону Миди Пирене, у департману Тарн и Гарона која припада префектури Кастелсаразен.
По подацима из 2011. године у општини је живело 1136 становника, а густина насељености је износила 71,18 становника/km². Општина се простире на површини од 15,96 km². Налази се на средњој надморској висини од 90 метара (максималној 140 m, а минималној 65 m).

## Демографија
| 1962. | 1968. | 1975. | 1982. | 1990. | 1999. | 2011. |
| ----- | ----- | ----- | ----- | ----- | ----- | ----- |
| 593   | 713   | 699   | 680   | 771   | 818   | 1.136 |

График промене броја становника у току последњих година